# Håkan Fogelfors
Bo Hilding Håkan Fogelfors, född 3 december 1942 och uppvuxen i Kalmar, är en svensk jordbruksforskare och författare, som framför allt forskat och skrivit om ogräs och ogräsbekämpning.
Fogelfors var verksam vid Lantbrukshögskolan i Uppsala 1968–1977 och från 1977 vid det nybildade Sveriges Lantbruksuniversitet (SLU) till sin pensionering 2010. Han avlade 1973 agronomie doktorsexamen i växtodlingslära med en doktorsavhandling om åkerogräs. Han blev docent i miljövård 1982 och statsagronom i ogräsens biologi och kontroll 1987.
Fogelfors har deltagit i ett flertal bokprojekt inom områdena naturvård, agrarhistoria, miljövård och jordbruksekologi. Han har sedan 2007 byggt upp webbplatsen www.ograsradgivaren.slu.se, som lanserades under detta namn 2010. Han var initiativtagare till projektet MAT 21 (1995) och ledare av klimatprojektet FANAN (2004–2008) vid SLU. 
Fogelfors forskning har bedrivis inom områdena:  
- Herbicidresistens bland ogräs i Sverige, en utveckling uppmärksammad redan på 1970-talet.
- Strategier för reducerad användning av kemiska ogräsbekämpningsmedel i de så kallade halveringsprogrammen under 1980- och 1990-talen.
- Icke kemiska bekämpningsmetoder inom integrerad ogräskontroll.
- Skötselmetoder för ökad biologisk mångfald i odlingslandskapet (naturbeten).